# NGC 3944
NGC 3944 (również PGC 37244 lub UGC 6859) – galaktyka eliptyczna (E-S0), znajdująca się w gwiazdozbiorze Lwa. Odkrył ją William Herschel 6 kwietnia 1785 roku.